# 永田由紀
永田 由紀（ながた ゆき、1964年3月19日 - ）は、日本の元女優。東京都出身。
既婚。長男の小黒直樹も俳優である。

## 来歴・人物
1987年、スーパー戦隊シリーズ『光戦隊マスクマン』にハルカ / イエローマスク役でレギュラー出演。その後もテレビドラマに出演するが、1990年代初頭に引退した。当時はジャズダンズとタップダンスを得意としていた。『マスクマン』で共演した海津亮介は、何でもそつなくこなすタイプであったと証言している。
同じく『マスクマン』の出演者である海津や草刈滉一らとは交流が続いており、彼らのSNSなどに姿を見せている。また、スーパー戦隊シリーズOGである『超電子バイオマン』の矢吹ジュン/イエローフォー役の田中澄子、桂木ひかる/ピンクファイブ役の牧野美千子、『電撃戦隊チェンジマン』の翼麻衣/チェンジフェニックス役の大石麻衣とは、「特撮美熟女部」と称して活動している。

## 出演

### テレビドラマ
- スーパー戦隊シリーズ
  - 光戦隊マスクマン（1987年 - 1988年、テレビ朝日） - ハルカ / イエローマスク 役
  - 地球戦隊ファイブマン 第6話「働き者は嫌いだ」（1990年、テレビ朝日） - ニュースキャスター 役
  - 快盗戦隊ルパンレンジャーVS警察戦隊パトレンジャー 最終話（2019年2月10日、テレビ朝日） - 客 役
- 武田信玄（1988年  NHK）
- 花のあすか組! （1988年、フジテレビ） - タフ 役

### 映画
- 劇場版 光戦隊マスクマン （1987年、東映） - ハルカ / イエローマスク 役
- 座頭市（1989年、松竹）